# Die Memoiren des Sherlock Holmes

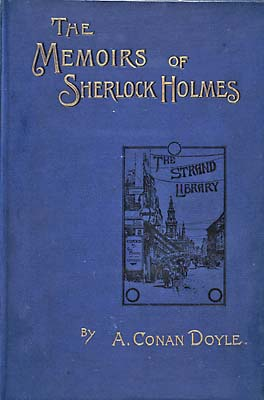
Erste Buchausgabe aus dem Jahr 1893

Die Memoiren des Sherlock Holmes, erschienen 1893 unter dem englischen Originaltitel The Memoirs of Sherlock Holmes, ist die zweite Sammlung von Detektivgeschichten um Sherlock Holmes von Sir Arthur Conan Doyle. In sämtlichen Geschichten des Bandes fungiert, wie auch in fast allen übrigen Sherlock-Holmes-Geschichten, Holmes’ Freund Dr. Watson als Ich-Erzähler.
Außergewöhnlich an der Geschichtensammlung ist, dass sie sowohl Sherlock Holmes’ ersten Fall (Die ‚Gloria Scott’), der in Rückblenden erzählt wird, als auch seinen – nach Doyles damaliger Planung – letzten Fall (Das letzte Problem) enthält, der mit einem traurigen Nachruf auf den großen Detektiv endet. Zudem enthalten die Geschichten Details aus Sherlock Holmes’ Privatleben, wie die Beziehung zu seinem Bruder Mycroft oder seinen Kokaingenuss.
Die im Januar 1893 im Strand Magazine erschienene Kurzgeschichte „The Cardboard Box“ (dt. „Die Pappschachtel“) fiel aufgrund ihres Ehebruch-Themas Doyles Selbstzensur zum Opfer und war nicht Bestandteil des Bandes. Das Holmes’sche Kabinettstückchen vom Anfang dieser Geschichte rettete der Autor jedoch ins Buch hinüber, indem er es kurzerhand der Episode „The Resident Patient“ einverleibte.

## Inhalt
- Silberstern (OT: Silver Blaze, Dezember 1892)
- Das gelbe Gesicht (OT: The Yellow Face, Februar 1893)
- Der Angestellte des Börsenmaklers (OT: The Stock Broker’s Clerk, März 1893);
- Die ’Gloria Scott’ (OT.: The Gloria Scott, April 1893)
- Das Musgrave-Ritual (OT: The Musgrave Ritual, Mai 1893)
- Die Junker von Reigate (OT: The Reigate Puzzle, Juni 1893)
- Der Verwachsene (OT: The Crooked Man, Juli 1893)
- Der Dauerpatient [auch: Der niedergelassene Patient oder Der Doktor und sein Patient] (OT: The Resident Patient, August 1893)
- Der griechische Dolmetscher (OT: The Greek Interpreter, September 1893)
- Das Marineabkommen [auch: Der Flottenvertrag] (OT: The Naval Treaty, Oktober/November 1893)
- Das letzte Problem (OT: The Final Problem, Dezember 1893)

### Silver Blaze
(Dezember 1892)
Holmes und Watson reisen nach Dartmoor. Im Trainingsstall King’s Pyland wurde der Pferde-Trainer John Straker ermordet und der Top-Galopper Silberstern (Silver Blaze) ist spurlos verschwunden. Straker wurde in einer Senke gefunden, sein Kopf war zerschmettert und neben ihm lag ein seltsames Messerchen, dass Watson als Skalpell identifiziert. Der Stallbursche, der in der Tatnacht Wache hatte, wurde mit Opium betäubt. Zunächst gerät ein junger Mann namens Fitzroy Simpson in Verdacht, der Stunden vor dem Mord versucht hatte, den Stallburschen zu schmieren, um Insiderinformationen über das Pferd zu bekommen. Holmes ist jedoch auf einer anderen Spur.
Er verfolgt die Hufspuren des verschwundenen Pferdes und spürt es im nahegelegenen Stall von Trainer Silas Brown auf. Auch dessen Arbeitgeber trainiert Galopper, hat aber derzeit keinen solchen Überflieger wie Silberstern. Holmes lässt das Pferd zunächst bei Brown und sagt seinem Auftraggeber nicht, dass er es wiedergefunden hat. Der Auftraggeber, Silbersterns Besitzer, hat sich nämlich wiederholt abfällig über Holmes’ Fähigkeiten geäußert, was Holmes veranlasst, ihm einen Streich zu spielen.
Einige Tage später findet das große Rennen statt. Ein mächtiger Brauner gewinnt glasklar, und im Sattel sitzt Silbersterns Jockey. Doch Holmes Auftraggeber ist wütend: Das kann nicht sein Pferd sein, es fehlt das namensgebende weiße Abzeichen auf seiner Stirn. Holmes rät ihm, den Pferdekopf mit Spiritus abzuwaschen, denn natürlich ist es der getarnte Silberstern.
Der Konkurrent Silas Brown hatte ihn in der Tatnacht aufgegriffen und mitgenommen. Doch den Trainer Straker hat er nicht getötet. Das war Silberstern selbst, dessen Huf den Trainer unglücklich am Kopf getroffen hat. „Vielleicht mindert es seine Schuld, wenn ich Ihnen sage, dass er in Selbstverteidigung gehandelt hat“, erklärt Holmes Silbersterns verblüfftem Besitzer.
Denn aufgrund einer Rechnung in der Tasche des toten Straker hatte Holmes herausgefunden: Der Trainer führte ein Doppelleben – in Luxus, den er sich nicht leisten konnte. Mit lukrativen Wetten gegen sein eigenes Pferd wollte er Geld machen. Um auszuschließen, dass Silberstern gewann, wollte er ihm eine Sehne am Hinterbein durchtrennen. Deshalb betäubte er selber den Stallburschen, steckte das Skalpell ein und führte Silberstern vom Hof. Doch das Pferd spürte die Gefahr, schlug aus und traf ihn tödlich. Danach ging es durch und wurde von Silas Brown gefunden. Dieser wird nicht dafür bestraft.
Trivia: Das aus dieser Geschichte stammende Holmes-Zitat „The curious incident of the dog in the night-time“ (das seltsame Vorkommnis mit dem Hund in der Nacht) wurde vor einigen Jahren Titel eines Romans, in dem ein autistischer Junge den Tod eines Hundes aufklärt.

### Das gelbe Gesicht
(Februar 1893)
Holmes und Watson haben einen Besucher, Grant Munro, der Holmes um Hilfe bei einer Privatangelegenheit bittet. Er befürchtet, dass seine Frau Effie ihm ein schlimmes Geheimnis vorenthält und will nicht eher ruhen, bis er es herausgefunden hat: Munro hat seine Frau vor drei Jahren geheiratet. Sie ist eine Witwe und erst vor einigen Jahren aus Amerika zurückgekehrt, wo sie seit ihrer Kindheit lebte. In Amerika hat sie auch geheiratet, aber ihr Ehemann und Kind sind bei einer Gelbfieberseuche umgekommen. Nach dem Tod von Ehemann und Kind ist sie nach England zu einer Tante in Middlesex gezogen, wo Munro sie kennen und lieben gelernt hat. Die Eheleute lebten bisher sehr glücklich in Norbury und pflegten einen vertrauensvollen Umgang miteinander.
Vor sechs Wochen kam Effie zu Munro und wollte 100 Pfund von ihrem Mann, wollte jedoch nichts zu dem Zweck sagen. Am letzten Montag bezogen neue Nachbarn das bisher leer stehende Landhaus in der Nähe des Wohnsitzes der Munros. Munro beobachtete den Einzug und sah ein unheimliches Gesicht an einem der oberen Fenster: Das Gesicht war sehr starr und von fahler, gelber Farbe. Munro wollte sich daraufhin die neuen Mieter des Hauses genauer ansehen, aber er wurde jedoch von einer Frau an der Tür sofort weggeschickt. Er musste jedoch feststellen, dass seine Frau Effie heimlich den Kontakt mit den geheimnisvollen Nachbarn pflegte, konnte sie jedoch nicht dazu bringen, ihr Geheimnis zu enthüllen, was schließlich in einem Streit endete.
Holmes und Watson vereinbaren mit Munro, dass er zunächst nach Hause nach Norbury fährt und ihnen kabelt, wenn er weiter verdächtige Aktivitäten im Nachbarhaus beobachtet, was er am nächsten Tag auch tut. Holmes vermutet, dass Munros Ehefrau Effie erpresst wird. Er denkt, dass Effies Mann in Wirklichkeit nicht tot ist, sondern Effie vor ihm geflohen ist. Er muss ihren Aufenthaltsort aber herausgefunden haben und droht ihr nun. Die 100 Pfund waren nach Holmes Ansicht gedacht, um ihn zum Schweigen zu bringen, was jedoch nicht gelang. Nun ist er vermutlich im Nachbarhaus, und Effie ist damit beschäftigt, die ungeliebte Nachbarschaft wieder loszuwerden.
Als Holmes und Watson in Norbury eintreffen, gehen sie zum Nachbarhaus und verschaffen sich dort Zutritt. Das Geheimnis wird endlich enthüllt: Das gelbe Gesicht gehört zu einem kleinen schwarzen Mädchen und ist in Wirklichkeit eine Maske, hinter der sie ihr Gesicht versteckt. Effie beichtet nun ihre Geschichte: Sie war mit einem Afroamerikaner glücklich verheiratet. Ihr Ehemann starb bei dem Gelbfieber, ihr Kind jedoch nicht. Sie ist zunächst ohne ihre Tochter nach England gekommen, weil sie ihr die beschwerliche Reise nicht zumuten wollte. Als sie dann in England Munro kennenlernte und heiratete, hatte sie Angst davor, ihm von dem Kind zu erzählen. Als ihre Sehnsucht nach ihrer Tochter übermächtig wurde, benutzte sie die 100 Pfund, um das Kind mit einer Pflegerin nach England zu holen. Die Maske sollte das Kind tragen, damit sich nicht das Gerücht in der Nachbarschaft verbreiten würde, dass hier ein schwarzes Kind wohnte.
Nach der Auflösung der Geschichte reagiert Munro wider Erwarten äußerst verständnisvoll, womit sich der Streit zwischen den Eheleuten beilegt. Holmes und Watson machen sich wieder auf den Weg nach London. Holmes bittet Watson am Abend, er möge ihm bei der nächsten Gelegenheit, wo er wieder einen Fall zu wenig sorgfältig bearbeitet, das Wort „Norbury“ ins Ohr flüstern.

### Der Angestellte des Börsenmaklers
(März 1893)
Holmes und Watson werden von einem jungen Büroangestellten, Hall Pycroft, um Hilfe gebeten. Er ist vor ein paar Tagen auf geheimnisvolle Weise von einem Mann, Arthur Pinner, überredet worden, seinen neuen Job bei einem Börsenmakler in London, Mawson and Williams, nicht anzutreten. Er soll auch nicht abzusagen, sondern stattdessen bei Pinners Firma in Birmingham arbeiten. Da das Gehalt bei Pinners Firma in Birmingham sehr viel höher ist als das Gehalt bei Mawson and Williams in London, greift Pycroft zu. Sein Misstrauen ist allerdings geweckt, als er merkt, dass die Firma in Birmingham eigentlich nur aus ein paar fast leeren Büroräumen besteht. Seine einzigen Kontakte sind Arthur Pinner in London, der Inhaber der Firma, der ihn angeworben hat, und sein Bruder Harry Pinner in Birmingham, der ihn zu verabredeten Zeitpunkten im Büro trifft und ihm Arbeitsanweisungen gibt. Pycroft entdeckt, dass der angebliche Bruder Harry Pinner eigentlich nur Arthur Pinner ist, der sich in Birmingham verkleidet hat. Dies bewegt Pycroft dazu, nach London zu fahren und Holmes um Rat zu bitten.
Holmes und Watson begleiten Pycroft nach Birmingham zu den Büroräumen der angeblichen Firma, wo sie „Harry Pinner“ Zeitung lesend vorfinden. Dieser hält sie zunächst hin, verschwindet dann aber im Nebenraum. Als er nicht wieder erscheint und seltsame Klopfgeräusche zu hören sind, brechen Holmes und Watson die Tür auf und finden den Mann erhängt vor, können ihn aber gerade noch retten.
Pinner beichtet nun seine Geschichte: Er hat tatsächlich einen Bruder, und beide sind professionelle Räuber. Er war mit der Aufgabe betraut, Pycroft davon abzuhalten, bei der Firma seine Stelle anzutreten, indem er ihn nach Birmingham lockt und mit Aufgaben beschäftigt. In der Zwischenzeit war sein Bruder damit beschäftigt, Pycrofts Stelle einzunehmen und die Sicherheitsmaßnahmen der Firma für ihre Wertpapiere auszuspionieren. Der Bruder verübte nach ein paar Tagen als „Pycroft“ schließlich einen Raubüberfall auf die Firma. Er wurde jedoch bei der Flucht beobachtet und schließlich verhaftet. Pinner hat gerade davon aus der Zeitung erfahren, als Pycroft mit Holmes und Watson eintraf und wollte sich deshalb erhängen.

### Die ’Gloria Scott’
(April 1893)
In Die Gloria Scott erzählt Sherlock Holmes seinen ersten Fall. Er kommt darauf, als er Watson einen Brief zeigt, dessen Inhalt augenscheinlich harm- und sinnlos ist. Dennoch genügte er einst, um einen alten Mann zu Tode zu erschrecken.
Die Geschichte: Victor Trevor, ein Kommilitone und Holmes' einziger Studienfreund, lädt Holmes zu sich nach Norfolk ein. Trevors Vater fordert Holmes, von dessen Methoden er gehört hat, heraus: Er soll ihm sagen, was er über ihn deduzieren kann. Holmes findet u. a. heraus, dass Trevor senior in Verbindung zu einer Person mit dem Kürzel J.A. steht. Nachdem Holmes seine Schlussfolgerungen dargelegt hat, erleidet der alte Mann einen Schwächeanfall. Fortan ist er Holmes gegenüber zutiefst misstrauisch.
Holmes bricht deshalb seinen Urlaub ab und kehrt nach London zurück. Zuvor begegnet er noch einem neuen Besucher, einem Mr. Hudson, der vor etwa dreißig Jahren ein Schiffskamerad des alten Trevor war und diesen jetzt um eine Anstellung bittet.
In London erreicht Holmes einige Zeit später ein Brief, in dem Victor berichtet, dass sein Vater einen Schlaganfall erlitten habe, als er einen mysteriösen Brief erhielt. Holmes reist wieder nach Norfolk, doch kurz vor seiner Ankunft stirbt der alte Trevor. Sein Sohn gibt Hudson eine Mitschuld am Tod des Vaters. Hudson habe sich in seiner Anstellung unmöglich aufgeführt und sei oft betrunken gewesen – dennoch habe der Vater ihn nicht entlassen und sich sogar unterwürfig gezeigt. Schließlich habe Hudson aus eigener Entscheidung das Haus verlassen und sei zu einem anderen alten Schiffskameraden namens Beddoes weitergezogen.
Holmes und Victor finden eine Schatulle mit Papieren des alten Trevor. Ein darin liegendes Dokument offenbart, dass der alte Trevor mit richtigem Namen James Armitage (J.A.) hieß. Er war als junger Mann wegen Unterschlagung zur Deportation nach Australien verurteilt worden. Auf der Überfahrt mit der Barke Gloria Scott beteiligte er sich an einem Aufstand, bei dem die Gefangenen das Schiff übernahmen. Hudson, der als einer der wenigen Mitglieder der Mannschaft überlebte, drohte damit, die Vergangenheit der beiden mittlerweile angesehenen Bürger Trevor und Beddoes öffentlich zu machen. Nachdem Hudson zu Beddoes weitergezogen war, schrieb dieser Trevor einen verschlüsselten Brief. Die Botschaft lautete „Das Spiel ist aus. Hudson hat alles verraten. Laufen Sie um Ihr Leben.“ Um unauffällig zu bleiben, füllte Beddoes die Räume zwischen den Wörtern willkürlich mit anderen Begriffen.
Ob Hudson tatsächlich alles verraten hat, bleibt unklar. Holmes zufolge hat Beddoes möglicherweise überreagiert. Keiner der beiden wird jemals wieder gesehen.

### Das Musgrave-Ritual
(Mai 1893)
Weil Watson ihn zum Aufräumen drängt, kramt Holmes eine Kiste mit Erinnerungsstücken an alte Fälle hervor, um den Doktor abzulenken. Darunter befinden sich auch Andenken an das Musgrave-Ritual, einen Fall aus Holmes’ früher Zeit in London, als er noch allein in der Montague Street wohnte.
Dort besucht ihn eines Tages ein alter Kommilitone, Reginald Musgrave. Musgrave ist von altem Adel und Besitzer des Herrenhauses Hurlstone. Vor Kurzem hat er seinen langjährigen Butler Brunton entlassen, weil der unerlaubt in einem alten Familiendokument gestöbert hatte. Um die Schande des Hinauswurfes zu verbergen, bat Brunton um eine Gnadenfrist, die er auch bekam.
Doch nun ist Brunton seit Tagen spurlos verschwunden, und wenig später verschwand auch das Hausmädchen Rachel Howells, seine ehemalige Geliebte. Ihr Arbeitgeber hatte sie gefragt, wo der Butler stecke. Daraufhin schrie sie, er sei „fort“, und wurde hysterisch. Nun wird auch sie vermisst.
Holmes erkennt, dass das vom Butler durchstöberte Dokument wichtig sein muss – wichtig genug, dafür seinen Job zu riskieren. Es ist der Text eines alten Rituals, den seit Jahrhunderten jeder Musgrave aufsagen muss, wenn er volljährig wird. Da es sich hauptsächlich nur um Schrittanweisungen handelt, hat niemand ihm je größere Bedeutung beigemessen.
Im Park des Herrenhauses gelingt es Holmes, die richtigen Punkte zu finden und die vorgegebene Strecke abzugehen. Sie führt ihn in einen alten Keller. Dort, in einem geheimen, von einem schweren Stein verschlossenen Kämmerchen, finden Holmes und Musgrave den toten Butler. Neben ihm eine Kiste mit verfärbten Metallscheiben und einem verbeulten, glanzlosen Diadem.
Holmes erklärt dem erstaunten Musgrave, dass sie hier nichts weniger als die alte Krone Englands vor sich haben. Musgraves Vorfahren im 17. Jahrhundert waren treue Diener von König Charles I. und versteckten die Krone nach dessen Hinrichtung, um sie seinem Nachfolger zu geben. Die Musgraves hielten den Ort in dem harmlos aussehenden Ritual-Text fest, doch dessen Bedeutung geriet in Vergessenheit – bis der Butler ihn entschlüsselte.
Holmes rekonstruiert das Weitere: Brunton brauchte Hilfe, um den schweren Stein zu bewegen. Dafür holte er seine ehemalige Geliebte. Als er jedoch in der Kammer war, fiel (ob Unfall oder Absicht) der Stein zurück und schloss ihn ein. Er erstickte. Seine Komplizin bleibt jedoch verschwunden.

### Die Junker von Reigate
(Juni 1893)

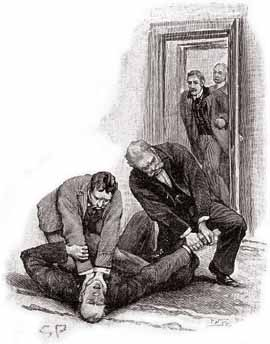
Illustration von Sidney Paget zu Die Junker von Reigate

Kurz vor diesem Fall ist Holmes vor Überarbeitung krank geworden. Unwillig fährt er mit Watson eine Zeitlang zur Erholung aufs Land. Doch in der Gegend herrscht Aufregung: Beim alten Acton (einem Grafschafts-Magnaten) wurde eingebrochen. Merkwürdig ist, dass nichts Wertvolles gestohlen wurde. Holmes zeigt Interesse, aber der besorgte Doktor kann ihn zurückhalten.
Am nächsten Morgen wird Holmes' Hilfe jedoch offiziell erbeten: Diesmal wurde bei den reichen Cunninghams eingebrochen, und der Kutscher William Kirwan ist tot. In der Hand des Toten findet Holmes einen Zettel mit einer Verabredung – doch eine Ecke fehlt. Der Mörder muss sie abgerissen haben.
Holmes deckt Widersprüche in den Aussagen von Vater und Sohn Cunningham auf. Um den endgültigen Beweis zu erbringen, durchsucht er heimlich die Morgenmantel-Taschen des Sohnes. Darin findet er die abgerissene Ecke des Zettels. Doch die Cunninghams sind ihm gefolgt; sie fallen über Holmes her und erwürgen ihn beinahe. In letzter Minute können Watson und die Polizei eingreifen.
Holmes ist bald darauf wieder so fit, dass er seine Schlussfolgerungen vortragen kann. Vater und Sohn Cunningham haben ihren Kutscher ermordet. Das Motiv: William Kirwan hatte sie erpresst. Der Kutscher war dahintergekommen, dass seine Herren den Einbruch beim alten Acton begangen hatten. Mit Acton hatten sie in einem Rechtsstreit gelegen und waren dabei, diesen zu verlieren. Durch den Einbruch hofften sie an wichtige Unterlagen zu kommen. Ihr Kutscher hatte das herausgefunden. Sie gaben vor, auf seine Forderungen einzugehen, lockten ihn aber dann mit der Notiz in eine Falle und ermordeten ihn.

### Der Verwachsene
(Juli 1893)
In „Der Verwachsene“ (auch „Der Bucklige“) soll Sherlock Holmes den Mord an Colonel James Barclay aufklären. Der wurde tot in seinem Kaminzimmer gefunden, mit einem von Grauen verzerrten Gesicht. Neben ihm lag seine bewusstlose Frau. Sie wird verdächtigt, kann aber wegen anhaltender Krankheit nicht befragt werden.
Bald findet Holmes heraus: Mrs Barclay war an jenem Abend mit einer Freundin ausgegangen. Vorher hatte sie sich liebevoll von ihrem Mann verabschiedet, doch bei der Rückkehr hegte sie offenbar andere Gefühle: Sie ging in ein Zimmer, in dem er sicher nicht sein würde, und als er sie dort aufsuchte, gerieten beide sofort in heftigen Streit. Das berichtet das Dienstmädchen. Dabei soll Mrs Barclay mehrfach „David“ gerufen haben, was Holmes rätselhaft erscheint, da der Colonel ja James hieß.
Holmes findet heraus, dass zur Tatzeit ein Dritter im Raum gewesen sein muss. Im Garten und im Tatzimmer findet er Fußabdrücke von einem Menschen und von einem wieselartigen Tier.
Er ist sich sicher, dass während des Ausflugs am Tatabend etwas geschehen sein muss, was Mrs Barclays Gefühle für ihren Mann nach jahrzehntelanger Ehe geändert hat. Deshalb sucht er die Freundin auf, die in dieser Zeit mit Mrs Barclay zusammen war. Die erzählt, dass sie beide an jenem Abend auf der Straße einen verkrüppelten Mann getroffen haben, und dass Mrs Barclay und dieser Mann sich sofort erkannten. Sie sprachen auch kurz allein miteinander.
Holmes spürt den Krüppel in dessen Wohnung auf und konfrontiert ihn mit seinem Wissen. Der Mann, Henry Wood, erzählt daraufhin seine Geschichte: Er war vor Jahrzehnten in Indien Soldat im selben Regiment wie Barclay. Beide liebten dasselbe Mädchen – Mrs Barclay, die damals noch Nancy Devoy hieß. Als Wood zu einer riskanten Mission aufbrach, lieferte Barclay ihn dem Feind in die Hände. So war der Nebenbuhler beseitigt. Wood geriet in lange Gefangenschaft und Sklaverei, was seine Gesundheit zerstörte.
Er wollte keine Rache, aber vor seinem Tode England wiedersehen. Seinen Lebensunterhalt verdiente er mit Auftritten in Soldatenkneipen, wobei er das Tier zeigte, dessen Fußspuren Holmes im Tatzimmer gefunden hat. Am Tatabend traf er zufällig Mrs Barclay, die ihn sofort erkannte, und erzählte ihr die wahre Geschichte. Aufgewühlt folgte er ihr anschließend nach Hause. Durch ein Fenster wurde er Zeuge des Streits zwischen den Eheleuten. Bei seinem Anblick erlitt der Colonel vor Schrecken und Schuld einen Schlaganfall und stürzte tot zu Boden.
Am Ende kommt Dr. Watson noch einmal auf die mysteriösen „David“-Rufe zu sprechen. Holmes sinniert, dass allein das ihm die Lösung hätte offenbaren sollen. Er rät Watson, in der Bibel die Geschichte von Urija und Bathseba nachzuschlagen. In ihr wird berichtet, wie König David ebenfalls einen Nebenbuhler ausschaltete, indem er ihn dem Feind auslieferte.
Die Polizei erfährt den wahren Hintergrund des Falles nie: Die Leichenschau ergibt Tod durch Schlaganfall, und die Ermittler geben sich damit zufrieden.

### Der Dauerpatient [auch: Der niedergelassene Patient oder Der Doktor und sein Patient] (OT: The Resident Patient)
(August 1893)
Holmes und Watson bekommen Besuch von Dr. Percy Trewelyan, einem jungen Facharzt für Nervenkrankheiten. Bevor er seine Geschichte erzählt, schildert er seinen Werdegang: Glorreiche Universitätskarriere, aber zu arm, um eine respektable Fachpraxis einzurichten. Eines Tages tauchte ein Mr. Blessington auf, der ihm ein lukratives Angebot machte: Übernahme aller Kosten gegen einen Anteil vom Gewinn der Praxis. Trewelyan willigte ein; beide Männer lebten fortan in einem Haus und Blessington wurde sein Dauerpatient.
Trewelyan sucht nun Holmes auf Blessingtons Wunsch hin auf: Sein Patient ist seit einigen kleinen Einbrüchen in der Gegend maßlos nervös. Besonders schlimm ist es, seitdem er glaubt, dass Fremde in seiner Abwesenheit sein Zimmer betreten haben.
Möglicherweise steckt ein russisches Vater-Sohn-Gespann dahinter, das kürzlich Dr. Trewelyans ärztliche Hilfe gesucht hat.
Holmes und Watson fahren mit dem Arzt heim, wo sich Blessington mit einer Waffe in seinem Zimmer verschanzt hat und offensichtlich fast verrückt ist vor Furcht. Er behauptet, Angst um sein Erspartes zu haben, das er angeblich im Zimmer aufbewahrt. Holmes entlarvt das sofort als Lüge („Ich kann einem Mann ansehen, wenn es die eigene Haut ist, um die er fürchtet.“). Da Blessington aber die Wahrheit nicht sagen will, ziehen Holmes und Watson unverrichteter Dinge wieder ab.
Am nächsten Morgen kommt zum Frühstück ein Telegramm von Dr. Trewelyan, das sie sofort zurückruft: Blessington wurde erhängt in seinem Schlafzimmer gefunden. Die Polizei vermutet Selbstmord. Nach gründlicher Tatort-Untersuchung ist Holmes jedoch sicher: Es war Mord. Der angebliche russische Vater und der Sohn waren ehemalige Komplizen Blessingtons bei einem tödlichen Raub. Die ganze Bande kam damals ins Gefängnis oder an den Galgen – nur Blessington (richtiger Name Sutton) ging straffrei aus, weil er seine Komplizen ausgeliefert hatte. Nach Verbüßung ihrer Strafe haben sich die überlebenden Bandenmitglieder nun an ihm gerächt.
Die restlichen Bandenmitglieder und damit Täter starben wahrscheinlich auf der Überfahrt an der portugiesischen Küste durch den Untergang des Dampfers Nora Creina.
Der ursprüngliche Anfang dieser Geschichte, welcher in „Die Memoiren des Sherlock Holmes“ durch den Anfang von „The Adventure of the Cardboard Box“ / „Die Pappschachtel“ ersetzt wurde, lautete im Strand Magazine wie folgt:
I cannot be sure of the exact date, for some of my memoranda upon the matter have been mislaid, but it must have been towards the end of the first year during which Holmes and I shared chambers in Baker Street. It was boisterous October weather, and we had both remained indoors all day, I because I feared with my shaken health to face the keen autumn wind, while he was deep in some of those abstruse chemical investigations which absorbed him utterly as long as he was engaged upon them. Towards evening, however, the breaking of a test-tube brought his research to a premature ending, and he sprang up from his chair with an exclamation of impatience and a clouded brow. „A day’s work ruined, Watson,“ said he, striding across to the window. „Ha! The stars are out and the wind has fallen. What do you say to a ramble through London?“
Übersetzung:
Ich kann es nicht mehr genau datieren, da ich einige meiner Aufzeichnungen über die Angelegenheit verlegt habe, aber es muss gegen Ende des ersten Jahres gewesen sein, während dem Holmes und ich uns die Räume in der Baker Street teilten. Es herrschte stürmisches Oktoberwetter, und wir waren beide den ganzen Tag zu Hause geblieben, ich, weil ich mich mit meiner angeschlagenen Gesundheit nicht dem heftigen Herbstwind aussetzen wollte, während er in einige jener abstrusen chemischen Untersuchungen vertieft war, die ihn äußerst beanspruchten, wenn er mit ihnen beschäftigt war. Gegen Abend jedoch bereitete das Zerbrechen eines Reagenzglases seiner Forschung ein vorzeitiges Ende, und mit einem Ausruf von Ungeduld und umwölkter Stirn sprang er von seinem Stuhl auf. „Die Arbeit eines ganzen Tages ruiniert, Watson“, sagte er, während er zum Fenster schritt. „Ha! Die Sterne sind draußen und der Wind hat sich gelegt. Was hältst du von einem Bummel durch London?“

### Der griechische Dolmetscher
(September 1893)
Mr. Melas ist Dolmetscher für viele Sprachen, seine Muttersprache aber ist griechisch. Ein eleganter junger Mann hat seine Dienste in Anspruch genommen, doch etwas an der Sache ist faul: Melas darf nicht wissen, wo das Haus liegt, in dem er dolmetschen soll, und wird sogar durch das Zeigen eines Totschlägers eingeschüchtert.
In dem Haus trifft Melas zwei weitere Männer: einen Engländer und einen ausgemergelten Griechen, dessen Gesicht über und über mit Heftpflastern verklebt ist. Mit dem Griechen soll er verhandeln und ihn dazu bringen, bestimmte Papiere zu unterzeichnen. Worum genau es geht, findet Melas trotz einer List nicht heraus. Während des Gesprächs platzt eine junge Griechin ins Zimmer und scheint den Mann trotz der Pflaster zu erkennen. Sie wird aber von den englischen Männern sofort weggebracht.
Wieder zu Hause, macht Melas sich Sorgen und fragt Sherlock Holmes’ Bruder Mycroft um Rat, der sein Nachbar ist. Mycroft Holmes hat besondere Fähigkeiten im Aufklären von Kriminalfällen, ist aber laut Sherlock zu bequem, um sie anzuwenden. Da aber Sherlock und Dr. Watson bei Mycroft zu Besuch sind, können sie den Fall übernehmen.
Eine Zeitungsanzeige von Mycroft hat allerdings die Verbrecher gewarnt, und Mr. Melas wird ein zweites Mal entführt.
Es gelingt Sherlock Holmes, das geheimnisvolle Haus aufzuspüren. Durch ein Fenster verschafft er sich Zutritt, im Schlepptau seinen Bruder, Dr. Watson und einen Polizisten von Scotland Yard.
Im ersten Stock finden sie Mr. Melas und den griechischen Mann in einem abgeschlossenen Zimmer. Beide wurden misshandelt, gefesselt und dann im giftigen Rauch eines Kohlefeuers liegengelassen. Für den Griechen kommt jede Hilfe zu spät, aber Melas kann von Dr. Watson noch gerettet werden.
Er erzählt, wie die Bande ihn ein zweites Mal entführte und er erneut verhandeln sollte (diesmal mit offenen Todesdrohungen gegen den Griechen, der sich dennoch weigerte). Da Drohungen nichts ausrichteten, griffen die beiden Täter zur Gewalt. Bei den Papieren, die unterzeichnet werden sollten, handelte es sich um eine Verzichtserklärung für eine Erbschaft. Der Grieche war der Bruder der Frau, die beim ersten Mal ins Zimmer gekommen war. Sie hatte sich mit einem der Täter eingelassen. Der Bruder war aus Athen gekommen, um ihr beizustehen, war aber dann von der Bande überwältigt worden.
Die Täter sind geflohen und der Fall bleibt zunächst ungesühnt. Erst Monate später lesen Holmes und Watson in der Zeitung von einem Doppelmord, dessen Opfer der Beschreibung nach die Gesuchten sein könnten. Namen sind nicht angegeben, aber Holmes ist überzeugt, dass die verschwundene Schwester des Griechen „weiß, wie das ihr und ihrem Bruder angetane Verbrechen gerächt wurde.“

### Das Marineabkommen [auch: Der Flottenvertrag]
(Oktober/November 1893) 
In „Das Marineabkommen“ muss Sherlock Holmes ein für die Regierung wichtiges Dokument wieder auffinden. Es wurde aus dem Büro von Percy Phelps, einem ehemaligen Schulkameraden von Dr. Watson, entwendet. Um Hilfe suchend wendet sich Phelps an seinen alten Schulkameraden, der wiederum seinen Freund Sherlock Holmes um Hilfe bittet.
Phelps hatte von seinem Onkel, einem hochrangigen Lord im Außenministerium, den Auftrag, ein hochgeheimes Dokument per Hand zu kopieren. Das dauerte bis in den späten Abend, und Phelps wurde müde. Um sich einen Kaffee zu holen, ging er zum Pförtner und ließ das Dokument auf seinem Schreibtisch zurück. In der Pförtnerloge klingelt plötzlich eine Glocke – diejenige, die mit seinem Büro verbunden ist. Jemand muss dort eingedrungen sein. Phelps und der Pfortner rasen die Treppe hinauf. Obwohl der Weg nur kurz ist, ist das Büro verlassen, als sie ankommen – und der Vertrag ist weg. Der Dieb muss den zweiten Ausgang genommen haben.
Phelps und der Pförtner versuchen zunächst, selbst eine Spur aufzunehmen, doch ihre Mühen führen zu nichts. Als Phelps das Ausmaß des Desasters klar wird, erleidet er einen Nervenzusammenbruch. Er wird nach Hause verfrachtet, wo man das Zimmer seines Schwagers in spe, Joseph Harrison, kurzerhand zum Krankenzimmer umfunktioniert. Mehrere Wochen lang bleibt Phelps schwer krank und muss rund um die Uhr betreut werden. Eines Nachts versucht jemand, in das Krankenzimmer einzubrechen. Doch Phelps erwacht und der Einbrecher verschwindet unerkannt.
Holmes ist bald klar, wer der Täter in beiden Fällen ist. Während er Phelps und Watson nach London schickt, bleibt er selbst über Nacht vor Ort und bereitet eine Falle vor.
Am nächsten Morgen kommt er abgekämpft und verletzt, aber bester Laune heim. Mit seiner Vorliebe für dramatische Effekte verschuldet er beinahe einen zweiten Anfall bei Phelps, indem er ihm das gestohlene Dokument zum Frühstück serviert. Nachdem sich der Patient beruhigt hat, kann Holmes erklären: Niemand hatte ein Interesse daran, das Dokument zu verstecken. Es hätte längst verkauft worden sein müssen – das war aber nicht geschehen. Einzige Erklärung: Der Dieb kam nicht mehr heran. Alle Hinweise deuten auf Joseph Harrison, den künftigen Schwager von Phelps. Der wollte Phelps an jenem Abend von der Arbeit abholen, fand das Büro leer, klingelte und erblickte gleichzeitig das wertvolle Dokument. Er nahm es, verschwand wieder und versteckte es daheim in seinem Zimmer. Kurze Zeit später wurde jedoch dort der kranke Phelps samt Krankenschwester dort einquartiert, und das Zimmer war fortan 24 Stunden am Tag bewacht. Keine Chance mehr für den Dieb, die Beute zu verkaufen.

### Das letzte Problem
(Dezember 1893) 
In „Das letzte Problem“ will Sherlock Holmes Professor Moriarty, den intelligentesten Verbrecher Europas, fassen.
Seit Monaten ermittelt Holmes gegen Moriarty, den Kopf eines Verbrechersyndikats. Er ist ihm hart auf den Fersen – in wenigen Tagen soll die ganze Bande samt Chef auffliegen. Doch Moriarty hat angekündigt, Holmes zu vernichten, wenn dieser ihn nicht in Ruhe lässt. Holmes merkt, wie ernst diese Drohungen sind: Innerhalb von 24 Stunden werden drei Mordanschläge auf ihn verübt und seine Wohnung angezündet. Um sich in Sicherheit zu bringen, reist er mit Watson auf verschlungenen Wegen in die Schweiz, wo sie eine Woche wandern gehen.
Dann kommt ein Telegramm aus England: Der Großteil von Moriartys Komplizen ist der Polizei ins Netz gegangen. Nur der Professor selbst konnte entkommen.
Unterdessen haben Holmes und Watson den Ort Meiringen erreicht, von wo aus sie, am Reichenbachfall vorbei, nach Rosenlaui weiterwandern wollen. Am Wasserfall bringt ein Bote ein Telegramm für Watson, das diesen dringend nach Meiringen zurückruft. Die Freunde trennen sich.
Zurück im Ort findet Watson heraus, dass das Telegramm ein Schwindel war. Er hastet zurück, findet aber am Wasserfall nur Holmes' Stock und Zigarettenetui. Darin steckt eine Botschaft von Holmes: Moriarty hat ihn eingeholt und sie bereiten sich auf den finalen Kampf vor. Holmes ist sicher, sterben zu müssen.
Watson untersucht den Boden: Es gibt Kampfspuren, und zwei Paar Fußabdrücke führen zum Abgrund, und keine mehr von dort weg. Watson ist daher sicher, dass Holmes und Moriarty gemeinsam abgestürzt sind. Die beiden Leichen werden jedoch nicht gefunden.

## Stellung in der Literaturgeschichte

### Einordnung in das Werk des Autors
Conan Doyle verfasste die Kurzgeschichten 1892/1893 für die Zeitschrift The Strand. Sie wurden unter dem Titel The Memoirs of Sherlock Holmes 1893 in einem Band veröffentlicht.
The Memoirs of Sherlock Holmes sind die zweite Sammlung von Kurzgeschichten um Sherlock Holmes, die auf die erfolgreiche erste Sammlung The Adventures of Sherlock Holmes (1892) folgte (dt. Die Abenteuer des Sherlock Holmes). Die ersten zwölf Kurzgeschichten in The Adventures of Sherlock Holmes waren so erfolgreich, dass das Publikum nach mehr verlangte. The Memoirs of Sherlock Holmes sollten nach Conan Doyles Willen die letzten Holmes-Geschichten sein, weshalb er seine Figur Sherlock Holmes in The Final Problem, der letzten Kurzgeschichte sterben ließ. Die große Nachfrage nach Holmes-Geschichten bewog seinen Verleger Newnes dazu, Conan Doyle zu weiteren Geschichten zu überreden. So erschien 1902 die Novellas wie The Hound of the Baskervilles (dt. Der Hund der Baskervilles), deren Plot zeitlich vor The Final Problem liegt. In The Return of Sherlock Holmes (1905) (dt. Die Rückkehr des Sherlock Holmes) ließ Conan Doyle seinen Helden wieder auferstehen.

### Stellung in der Literaturgeschichte
Mit den Sherlock-Holmes-Kurzgeschichten greift Conan Doyle die Tradition der Detektivgeschichte auf, die u. a. durch Edgar Allan Poe begründet wurde. Zwischen 1890 und 1910 erlebt die Beliebtheit der Detektivliteratur ihren ersten Höhepunkt. Als direkte Vorbilder für die Figur des Sherlock Holmes werden Dupin von Edgar Allan Poe, Sergeant Huff von Wilkie Collins und Inspektor Lecoq von Émile Gaboriau genannt.

## Rezeption
Die Kurzgeschichten waren schon bei Erscheinen sehr erfolgreich.
Die Figur des Sherlock Holmes sowie die Kurzgeschichten und Romane mit ihm als Hauptperson haben eine Vielzahl von Hörspielen, Verfilmungen und Spiele inspiriert. The Memoirs of Sherlock Holmes wurden zusammen mit den übrigen Erzählungen und Romanen des Sherlock-Holmes-Kanons von BBC Radio 4 1991–1992 für das Radio adaptiert. Sechs der Kurzgeschichten (einschließlich The Cardboard Box) wurden unter dem Titel The Memoirs of Sherlock Holmes für das BBC-Fernsehen 1994 verfilmt.

### Textausgaben

#### Englische Erstausgabe
- The Memoirs of Sherlock Holmes. London 1893. (Erstausgabe)

#### Übersetzungen ins Deutsche
- Die Memoiren des Sherlock Holmes. Übersetzt von Nikolaus Stingl. Haffmans, Zürich 1985, ISBN 3-251-20105-0.
- Die Memoiren des Sherlock Holmes. Übersetzt von Nikolaus Stingl. Kein und Aber, Zürich 2005, ISBN 3-0369-5148-2.
- Die Memoiren des Sherlock Holmes. Übersetzt von Nikolaus Stingl. Insel Taschenbuch Nr. 3318, 2007, ISBN 978-3-458-35018-7.
- Sherlock Holmes Gesammelte Werke. Gebundene Ausgabe. Übersetzt von Adolf Gleiner, Margarete Jacobi, Louis Ottmann und Rudolf Lautenbach. Anaconda-Verlag, 2012, ISBN 978-3-86647-850-3.
- Die Memoiren des Sherlock Holmes. Übersetzt von Henning Ahrens. Fischer Taschenbuch, Frankfurt am Main 2016, ISBN 978-3-596-03561-8.
- Sherlock Holmes: Die Memoiren. Coppenrath, Münster 2022, ISBN 978-3-649-64159-9.

### Sekundärliteratur
Paul G. Buchloh, Jens P. Becker: Der Detektiv-Roman, 2. Auflage. Wissenschaftliche Buchgesellschaft, Darmstadt 1978, ISBN 3-534-05379-6.